# Jacinta Sandiford
Jacinta Sandiford (Jacinta Sandiford Amador; * 9. April 1932 in Durán; † 3. Januar 1987) war eine ecuadorianische Hochspringerin.
1951 siegte sie bei den Panamerikanischen Spielen in Buenos Aires und bei den Juegos Bolivarianos. Sie blieb damit für 20 Jahre die einzige Gold-Athletin Ecuadors bei den Panamerikanischen Spielen. Ihre Karriere beendete sie bald darauf aufgrund einer Krankheit.